# Préaux-du-Perche
Préaux-du-Perche is een plaats en voormalige gemeente in het Franse departement Orne (regio Normandië) en telt 545 inwoners (2004). De plaats maakte deel uit van het arrondissement Mortagne-au-Perche.

## Geschiedenis
Préaux-du-Perche is op 1 januari 2016 gefuseerd met de gemeenten Colonard-Corubert, Dancé, Nocé, Saint-Aubin-des-Grois en Saint-Jean-de-la-Forêt tot de gemeente Perche en Nocé. 

## Geografie
De oppervlakte van Préaux-du-Perche bedraagt 23,3 km², de bevolkingsdichtheid is 23,4 inwoners per km².
De onderstaande kaart toont de ligging van Préaux-du-Perche met de belangrijkste infrastructuur en aangrenzende gemeenten.

## Demografie
Onderstaande figuur toont het verloop van het inwonertal (bron: INSEE-tellingen).
Colonard-le-Buisson · Corubert · Courthioust · Dancé · Nocé ·, Préaux-du-Perche · Saint-Aubin-des-Grois · Saint-Jean-de-la-Forêt · Saint-Hilaire-des-Noyers